# Глобални зелени
Глобални зелени је међународна мрежа политичких партија и покрета који раде на спровођењу Глобалне зелене повеље. Ова мрежа се састоји од различитих националних зелених политичких партија, партнерских мрежа и других организација повезаних са зеленом политиком.
Основана је 2001. године на Првом глобалном конгресу зелених, мрежа је порасла тако да од фебруара 2019. године укључује 80 пуноправних странака и 18 посматрача и придружених страна. Њиме управља дванаесточлани управни одбор под називом Глобална координација зелених, а свака странка чланица потпада под кишобран једне од четири придружене регионалне зелене федерације. Свакодневним пословањем Глобалних зелених управља Секретаријат, на челу са Глобалним зеленим конгресорима Бобом Халеом и Глоријом Поланцо од 2020. године.

## Повеља Глобалних Зелених
Глобална повеља зелених је водиља која утврђује принципе и "основне вредности" којих би странке чланице и придружене организације требало да покушају да се придржавају. Поставља глобалне принципе који прелазе границе да би зелене из целог света повезали:
1. Партиципативна демократија
2. Ненасиље
3. Социјална правда
4. Одрживост
5. Поштовање различитости
6. Еколошка мудрост

Повеља Глобалних Зелених се два пута прегледа и ажурира током њиховог конгреса од првобитног објављивања 2001. године. Ажурирана верзија 2017. године нуди се на енглеском и раније верзијама се може приступити на 11 различитих језика.